# Nanne Bergstrand

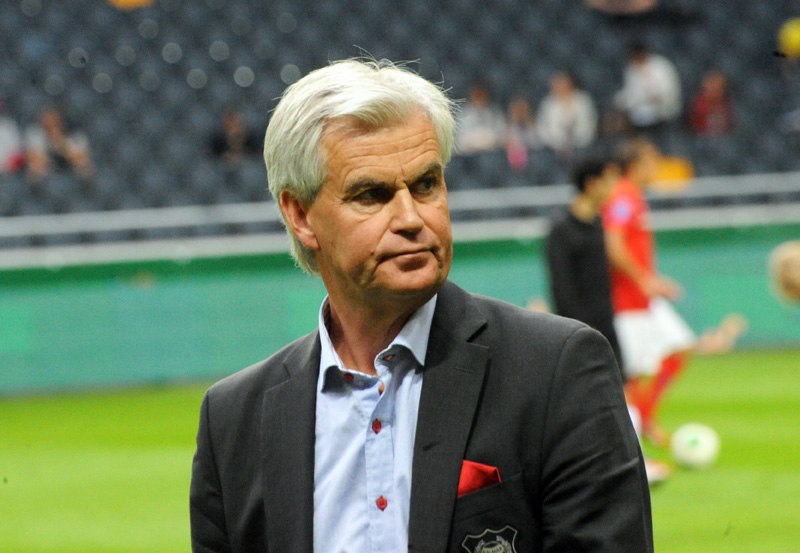

Kurt Arne Nanne René Bergstrand (Markaryd, 28 april 1956) is een Zweedse voetbaltrainer. Hij werd in 2014 aangesteld bij Hammarby IF. Zijn grootste successen vierde hij als trainer van Kalmar FF. Met het team uit Zuidoost-Zweden won hij de Zweedse beker in 2007. In 2008 won Bergstrand met Kalmar de eerste titel in de clubhistorie.

## Carrière
Bergstrand begon zijn trainerscarrière halverwege de jaren tachtig bij Traryds IF. Vervolgens ging hij aan de slag als trainer-speler van Markaryds IF, de club waar hij zijn carrière als speler in 1976 begon. Later behaalde hij met Östers IF een mooie eindklassering in de Allsvenskan, het hoogste Zweedse niveau. Als trainer van Helsingborgs IF eindigde hij als tweede in de Allsvenskan en speelde hij tevens Champions League.
Het grootste deel van zijn carrière als trainer was Bergstrand echter werkzaam voor Kalmar FF, de club waar hij tussen 1981 en 1982 actief was als speler. Bergstrand keerde in 1998 terug naar Kalmar. Zijn verblijf als hoofdtrainer duurde in eerste instantie een jaar. Maar in 2003 werd Bergstand aangesteld voor zijn tweede periode in dienst als trainer van Kalmar FF. Deze keer was het verblijf van langere duur. Tien seizoenen heeft Bergstrand aan het roer van de club gestaan, totdat hij in juli 2013 besloot aan het eind van het seizoen te stoppen bij de club. Zondag 3 november, tijdens het thuisduel tegen Mjällby AIF (2-1) zit de oefenmeester voor het laatst op de bank bij de club. Bergstrand is tot dusver de meest succesvolle trainer van Kalmar FF. Hij leidde de club onder meer naar bekerwinst in 2007. Aan het eind van het seizoen 2008 werd Bergstrand tijdens het Fotbollsgalan 2008 verkozen tot Zweeds trainer van het jaar. Bergstrand verliet Kalmar FF in 2013. Hij werd daar opgevolgd door Hans Eklund. Bergstrand ging vervolgens zelf aan de slag bij Hammarby IF. Onder zijn bewind bracht hij de club terug naar de Allsvenskan. Na drie seizoenen vertrok hij bij Hammarby. Op 13 juni maakte Kalmar FF bekend dat Bergstrand voor de derde keer in zijn carrière aan de slag ging als hoofdtrainer bij de club. Hij volgde de ontslagen Peter Swärdh op.
Gedurende het seizoen 2018 moest Bergstrand vanwege gezondheidsredenen een stap terugdoen. Henrik Rydström nam het takenpakket over. Bergstrand keerde terug als adviseur, maar maakte aan het eind van het seizoen bekend te stoppen als trainer van Kalmar FF. Magnus Pehrsson werd aangesteld als zijn opvolger. Onder zijn bewind beleefde Kalmar echter een dramatisch seizoen waarin degradatie nipt werd ontlopen. Pehrsson vertrok, waarop Bergstrand op 13 december 2019 voor de vierde keer werd aangesteld als trainer van Kalmar FF. In het seizoen 2020 werd Kalmar geteisterd door blessures, maar onder leiding van Bergstrand lukte het de ploeg zich via play-offs te handhaven in de Allsvenskan. Twee dagen na het veiligspelen kondigde Bergstrand zijn afscheid aan.

## Clubs als speler
- Markaryds IF -1976
- Halmstads BK 1977-78
- Markaryds IF 1979-80
- Kalmar FF 1981-82
- Markaryds IF 1983-88

## Clubs als trainer
- Traryds IF 1984-1985
- Markaryds IF 1985-91
- Växjö Norra IF 1992-93
- Östers IF 1994-96
- IK Oddevold 1997
- Kalmar FF 1998-99
- Helsingborgs IF 2000-01
- Kalmar FF 2003-2013
- Hammarby IF 2014-2016
- Kalmar FF 2017-2018
- Kalmar FF 2020

1 Brolin ·
3 Gersbach ·
4 Osuji ·
5 Hallberg ·
6 Sjöstedt ·
7 Jensen ·
9 Islamovic ·
10 Skrabb ·
11 Ring ·
12 Inzoudine ·
13 Karlsson ·
17 Gustafsson ·
18 Kujundzic ·
19 Ylätupa ·
20 Krasniqi ·
21 Magashy ·
22 Nilsson ·
23 Gojani ·
24 W. Andersson ·
25 Jansson ·
26 Jafarpour ·
27 Davoudi-Kia ·
28 Svensson ·
29 Romário ·
30 Kindberg ·
32 C. Andersson ·
39 Sætra ·
Coach: Larsson